# Wilhelmina của Hà Lan
Wilhelmina (phát âm tiếng Hà Lan: [ʋɪlɦɛlˈminaː] ⓘ; Wilhelmina Helena Pauline Maria; 31 tháng 8 năm 1880 – 28 tháng 11 năm 1962) là Nữ vương của Hà Lan từ năm 1890 cho đến khi thoái vị vào năm 1948. Bà trị vì gần 58 năm, điều này đã giúp bà trở thành vị quân chủ trị vì lâu nhất trong lịch sử Hà Lan, đồng thời là nữ quân vương trị vì lâu nhất bên ngoài Vương quốc Anh. Triều đại của bà đã chứng kiến Thế chiến thứ nhất, cuộc khủng hoảng kinh tế Hà Lan năm 1933 và Thế chiến thứ hai.
Bà là người con duy nhất còn sống của Vua Willem III và Emma xứ Waldeck và Pyrmont, Wilhelmina lên ngôi lúc 10 tuổi, sau cái chết của cha cô vào năm 1890, dưới sự nhiếp chính của mẹ cô. Sau khi đủ tuổi để nắm giữ vương quyền, Wilhelmina nói chung trở nên nổi tiếng vì duy trì tính trung lập của Hà Lan trong  Thế chiến thứ I và giải quyết nhiều vấn đề công nghiệp của đất nước. Vào thời điểm đó, các dự án kinh doanh của bà đã đưa bà trở thành nữ tỷ phú đô la đầu tiên trên thế giới.
Việc Wilhelmina lên kế vị ngai vàng Hà Lan đã làm cho liên minh cá nhân giữa Hà Lan và Luxembourg chấm dứt tồn tại, như trường hợp của Nữ hoàng Victoria lên kế vị ngai vàng vương quốc Anh khiến cho liên minh cá nhân giữa Anh và Vương quốc Hannover không còn hiệu lực. Vì Luxembourg cũng giống như Hannover, công nhận luật Salic, chỉ cho phép người thừa kế nam làm quân chủ, vì thế đại công quốc đã được thừa kế bởi Adolph xứ Nassau-Weilburg, người họ hàng của Wilhelmina đến từ Nhà Nassau-Weilburg.
Sau cuộc xâm lược của Đức Quốc xã vào Hà Lan năm 1940, Wilhelmina bay sang Anh và nắm quyền điều hành chính phủ Hà Lan lưu vong. Bà thường xuyên nói chuyện với cả nước qua đài phát thanh và được coi là biểu tượng của cuộc kháng chiến mặc dù bà bị chỉ trích vì không thừa nhận một số hành động tàn bạo như Vụ đánh bom Nijmegen. Đến năm 1948, bà trở lại Hà Lan và là người duy nhất sống sót trong số 16 vị vua đang ngồi trên ngai vàng vào thời điểm bà nhậm chức. Ngày càng mắc phải nhiều bệnh, Wilhelmina thoái vị để nhường ngôi cho con gái là Vương nữ Juliana vào tháng 9 năm 1948 và lui về Cung điện Het Loo, nơi bà tạ thế vào năm 1962.
Wilhelmina vẫn khá nổi tiếng ở Hà Lan, ngay cả trong phong trào Cộng hòa Hà Lan. Điều này là do bà được coi là biểu tượng của cuộc kháng chiến của Hà Lan trong Thế chiến thứ 2 .
Nữ vương Wilhelmina còn được biết đến là bà ngoại của 4 cháu gái là những con gái của Nữ vương Juliana lần lượt là Vương nữ Beatrix (người sau này là nữ vương Hà Lan) , Vương nữ Irene , Vương nữ Margriet , Vương nữ Christina .

## Cuộc sống đầu đời của Nữ vương Wilhelmina

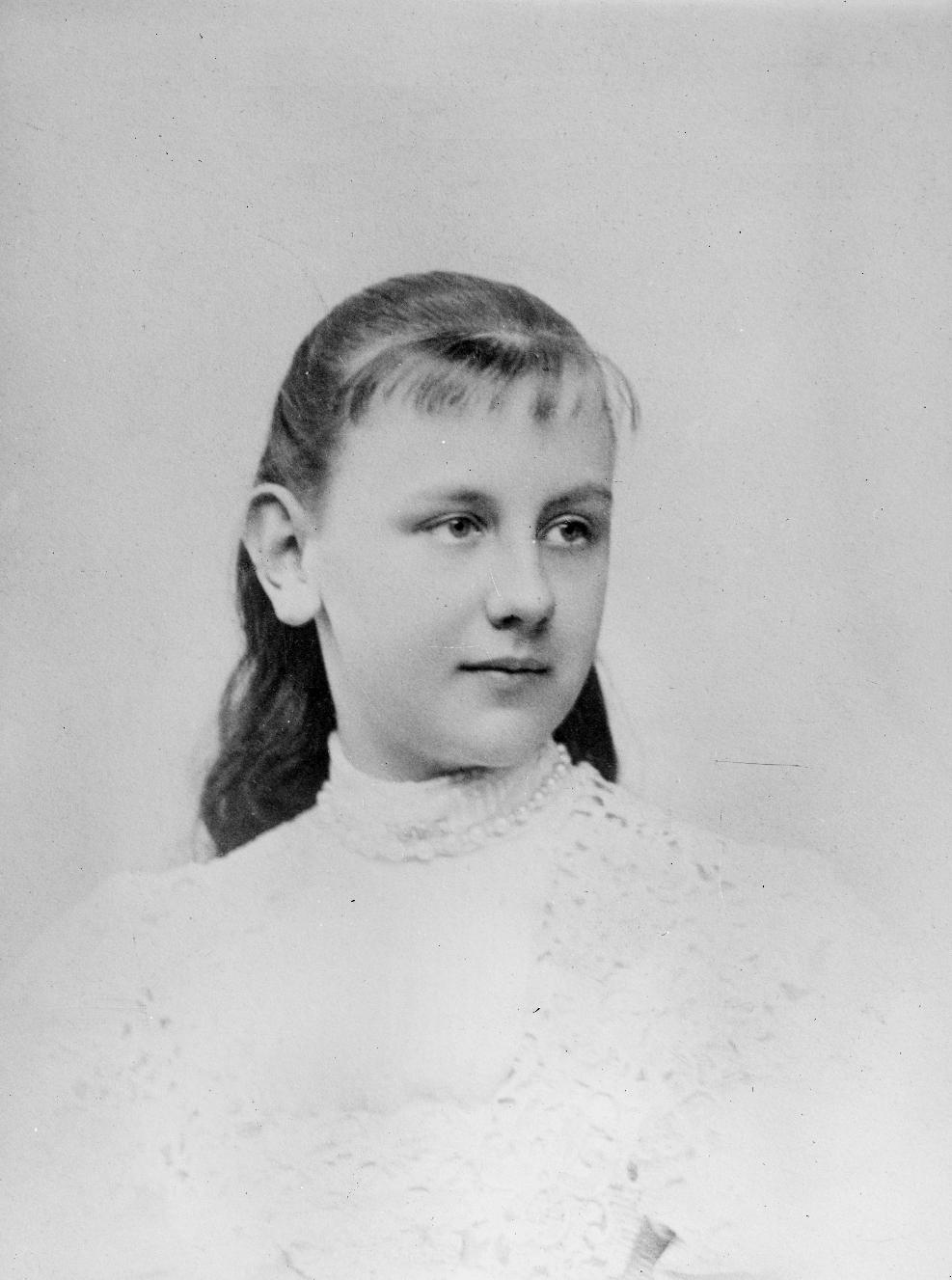
Nữ vương Wilhelmina năm 1890

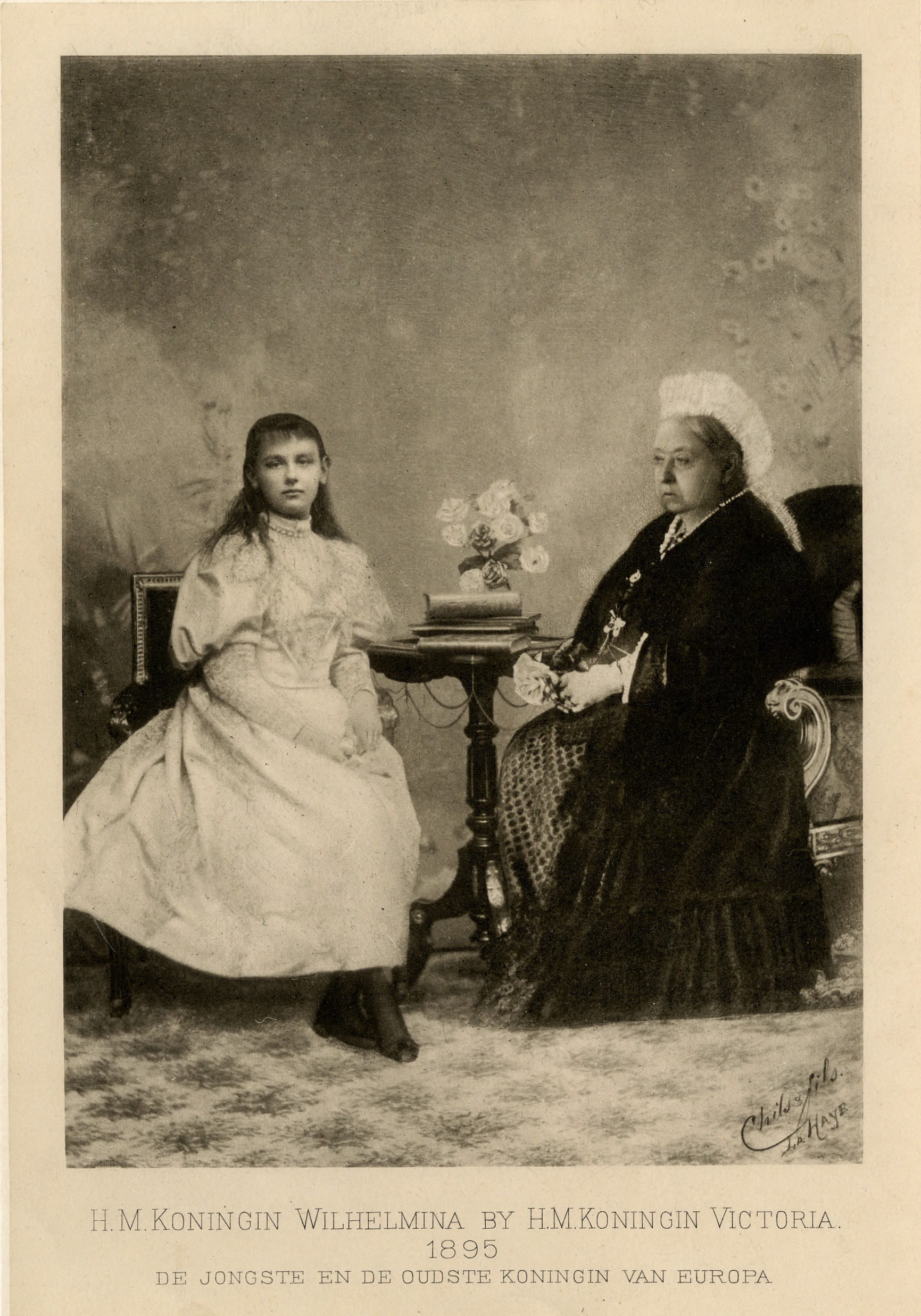
Nữ vương Victoria và Nữ vương Wilhelmina năm 1895

Vương nữ Wilhelmina Helena Pauline Maria, Nữ thân vương xứ Orange-Nassau, sinh ngày 31 tháng 8 năm 1880, tại Cung điện Noordeinde, The Hague, Hà Lan. Bà là người con duy nhất của Vua Willem III và Emma xứ Waldeck và Pyrmont. Tuổi thơ của bà được đặc trưng bởi mối quan hệ thân thiết với cha mẹ, đặc biệt là với cha, người đã 63 tuổi khi bà được sinh ra. Trong cuốn hồi ký Lonely But Not Alone, Wilhelmina viết rằng bà nhớ lại cha mình cưỡi ngựa.
Theo hệ thống thừa kế Semi-Salic được áp dụng ở Hà Lan cho đến năm 1887, Wilhelmina đứng thứ ba trong danh sách thừa kế ngai vàng từ khi sinh ra. Cha bà có ba người con trai với người vợ đầu tiên là Sophie của Württemberg, nhưng hai người trong số họ đã chết trước khi Wilhelmina chào đời. Những người thân nam duy nhất còn sống sót từ Nhà Oranje là người chú Frederick của ông, người qua đời năm 1881 khi con gái ông mới 1 tuổi, và con trai thứ ba của ông là Alexander, qua đời trước khi Wilhelmina lên 4 tuổi. Đến năm 1887, vị vua 70 tuổi cuối cùng đã từ bỏ 'hy vọng có con trai' với người vợ trẻ của mình và đưa ra quyết định thực dụng là trao ngai vàng cho đứa con duy nhất còn sống của mình là Wilhelmina.
Vua Willem III tạ thế vào ngày 23 tháng 11 năm 1890 và Wilhelmina lúc đó mới 10 tuổi, lên thừa kế ngai vàng và trở thành Nữ vương Hà Lan đầu tiên, và mẹ của bà được phong là nhiếp chính. Năm 1895, Wilhelmina đến thăm Nữ vương Victoria của Vương quốc Anh, người đã viết đánh giá trong nhật ký của mình: "Nữ vương trẻ... vẫn để tóc xõa. Cô ấy rất nhẹ nhàng và duyên dáng, có những nét thanh tú và có vẻ rất thông minh và là một đứa trẻ đáng yêu. Cô ấy nói tiếng Anh cực tốt và có cách cư xử rất dễ thương".
Vào ngày 6 tháng 9 năm 1898, Wilhelmina tuyên thệ nhậm chức tại Nieuwe Kerk, Amsterdam. Bà nhận thức rõ những gì các Nghị sĩ được bầu mong đợi vì bà là người phụ nữ có bản lĩnh, nghị lực, nói và làm bằng lý trí. Bà "ghét" các chính trị gia và thay vào đó lại bày tỏ tình yêu đối với người dân. Phản ánh quan điểm phổ biến ở Hà Lan vào thời điểm đó, Wilhelmina bày tỏ thái độ coi thường người Anh vì việc họ sáp nhập Cộng hòa Transvaal và Nhà nước Tự do Orange trong Chiến tranh Boer. Người Boer là hậu duệ của những người thực dân Hà Lan đã di cư đến khu vực này khi đây là thuộc địa của Hà Lan, và người dân Hà Lan, bao gồm cả Wilhelmina, cảm thấy có mối quan hệ thân thiết gần gũi với họ. Trong một cuộc trò chuyện với nữ gia sư cũ người Anh của bà là Elisabeth Saxton Winter, Wilhelmina đã gọi biệt kích Boer là "excellent shots". Trong chiến tranh, Wilhelmina đã ra lệnh cho tàu tuần dương Hà Lan HNLMS Gelderland đến Đông Phi thuộc Bồ Đào Nha với lệnh sơ tán Paul Kruger, tổng thống Cộng hòa Transvaal.

## Hôn nhân và người thừa kế

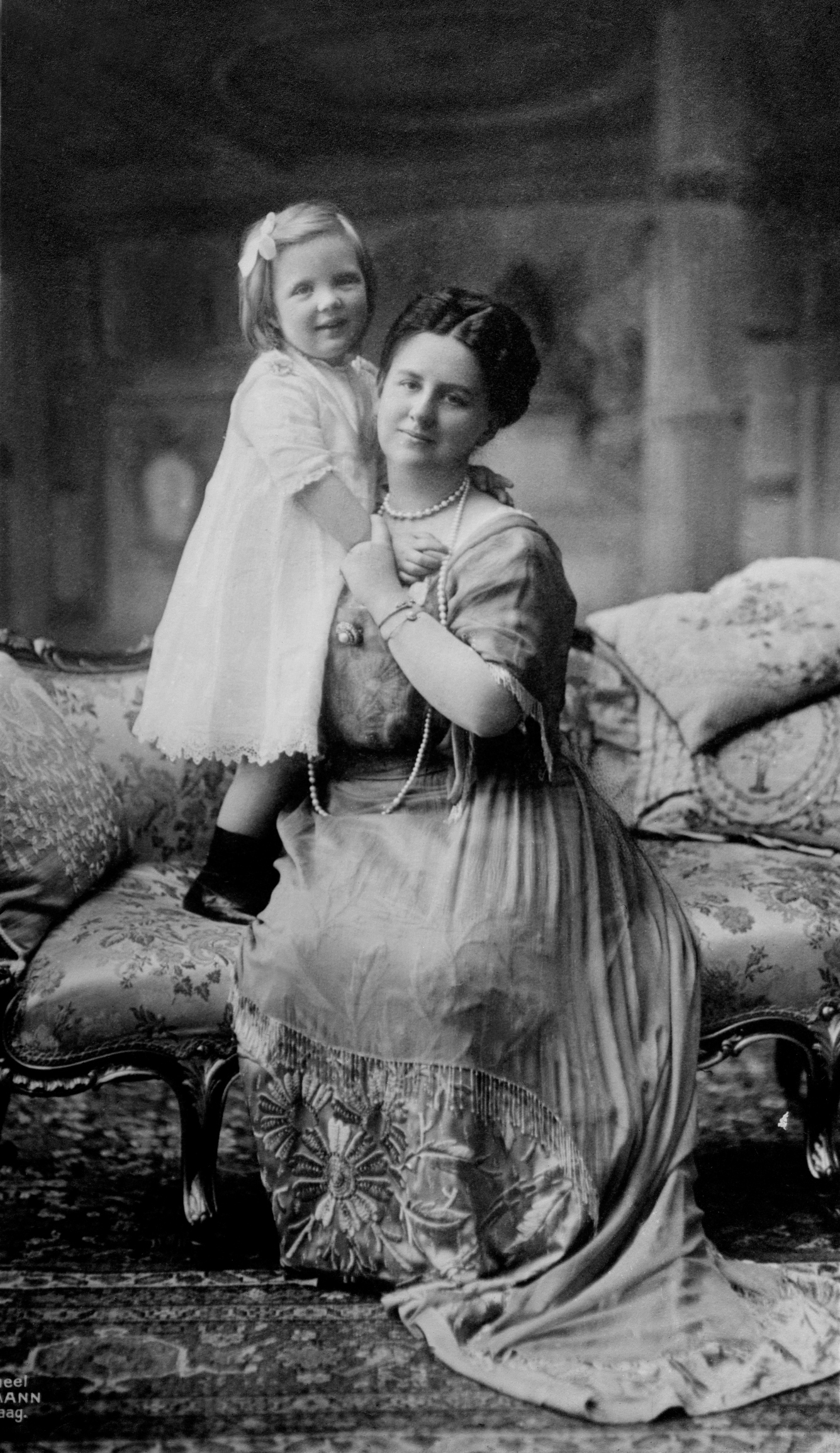
Nữ vương Wilhelmina và con gái Juliana, khoảng năm 1914

Vào ngày 7 tháng 2 năm 1901 tại The Hague, Nữ vương Wilhelmina kết hôn với Công tước Heinrich xứ Mecklenburg-Schwerin. Mặc dù nữ vương đã hết lòng vì người bạn đời của mình vào thời điểm đám cưới của họ, nhưng về lâu dài, một cuộc hôn nhân không hạnh phúc càng lộ rõ và chỉ đáp ứng nghĩa vụ sinh ra một người thừa kế. Vương tế Heinrich được biết là đã có nhiều cuộc ngoại tình vụng trộm, ít nhất một trong số đó dẫn đến việc có con ngoài giá thú. Vào ngày 9 tháng 11, chín tháng sau khi kết hôn, Wilhelmina bị sảy thai. Vào ngày 4 tháng 5 năm 1902, bà sinh non một đứa con trai chết non. Đây có thể là một vụ phá thai, cần thiết để cứu mạng bà sau khi bị nhiễm bệnh thương hàn dẫn đến thai chết lưu. Lần mang thai tiếp theo của bà kết thúc bằng một vụ sẩy thai khác vào ngày 23 tháng 7 năm 1906. Trong thời gian này, người thừa kế của Wilhelmina là người em họ đời đầu của bà, từng bị loại bỏ khỏi quyền kế vị, Wilhelm Ernst, Đại công tước xứ Sachsen-Weimar-Eisenach. Người đứng thứ 2 trong dòng kế vị là em gái họ của bà, Marie Alexandrine xứ Sachsen-Weimar-Eisenach.
Các nhà phân tích đương thời cho rằng Đại công tước Wilhelm Ernst sẽ từ bỏ yêu sách của mình đối với ngai vàng Hà Lan, trong khi đó Công nữ Marie Alexandrine thì quá già để trở thành một nữ vương, con trai cả của Marie Alexandrine là Heinrich XXXII, Thân vương Reuss xứ Köstritz, sẽ trở thành người kế vị Wilhelmina nếu bà qua đời mà không để lại hậu duệ. Thân vương Heinrich có mối liên hệ chặt chẽ với Hoàng gia và quân đội Đức, vì vậy có lo ngại rằng nếu Nữ vương không có con, Vương miện Hà Lan "chắc chắn sẽ thuộc quyền sở hữu của một Thân vương Đức, người mà việc sinh ra, đào tạo và các mối quan hệ đương nhiên đã khiến ông ta đưa Hà Lan vào phạm vi ảnh hưởng của Đế quốc Đức, gây tổn hại đến nền độc lập của nó, cả về chủ quyền quốc gia và kinh tế". Sự ra đời của Vương nữ Juliana vào ngày 30 tháng 4 năm 1909 là một sự giải toả cần thiết sau 8 năm chung sống mà không có con, chấm dứt sự ưu phiền về người kế vị của Vương thất Hà Lan. Juliana hình thành mối quan hệ thân thiết với mẹ cô, người bị sẩy thai thêm hai lần nữa vào ngày 23 tháng 1 và 20 tháng 10 năm 1912.

## Thế chiến thứ nhất

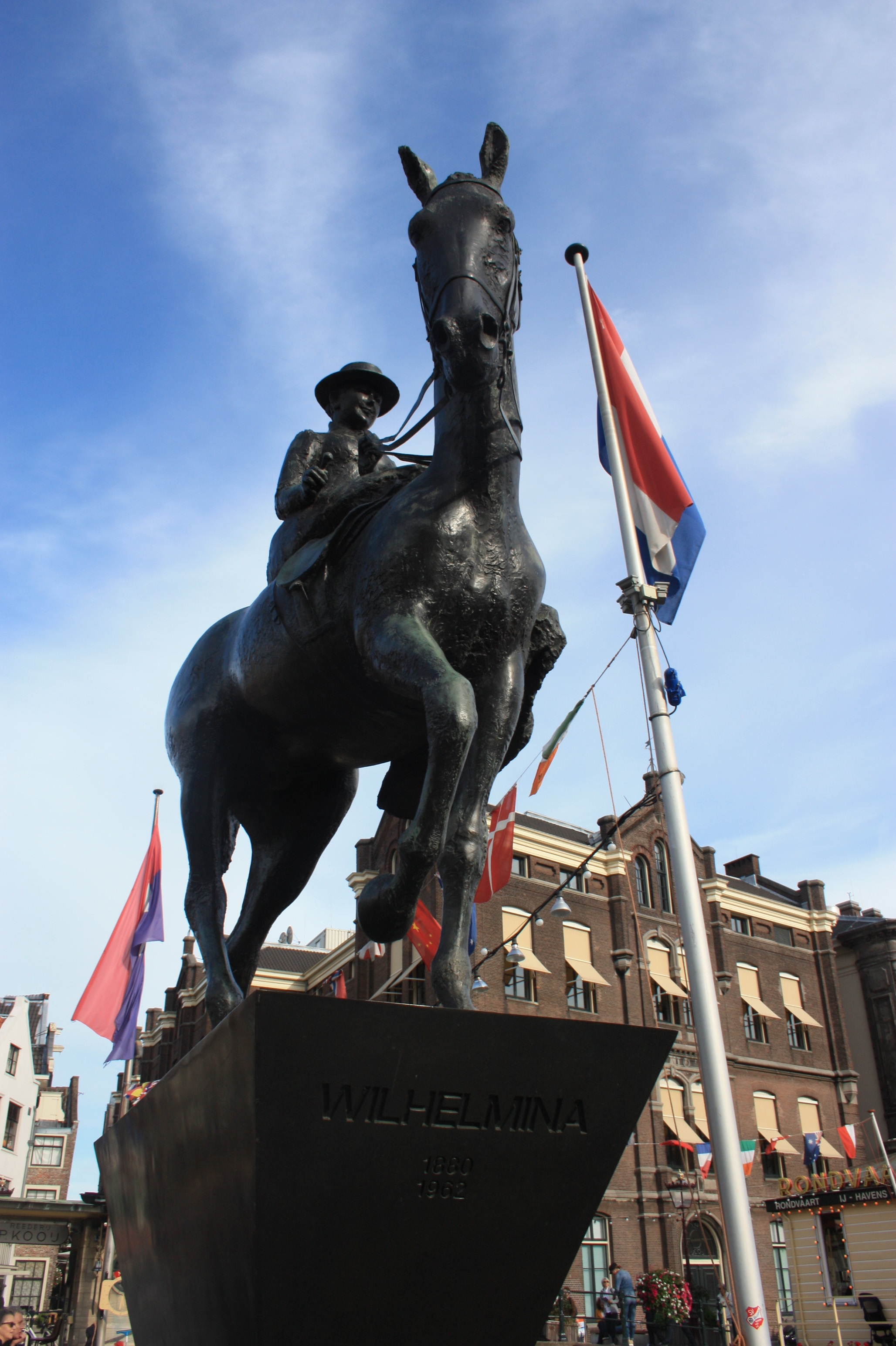
Tượng Nữ vương Wilhelmina của Hà Lan ở Amsterdam

Trước khi Chiến tranh thế giới thứ nhất bắt đầu, Wilhelmina đã đến thăm Hoàng đế Đức Wilhelm II. Hoàng đế nghĩ rằng ông có thể gây ấn tượng với người cai trị một đất nước tương đối nhỏ bằng cách nói với nữ vương, "Những người lính canh của tôi cao 7 feet và của bạn chỉ cao ngang vai của họ". Nữ vương mỉm cười lịch sự và trả lời: "Hoàn toàn đúng, thưa Bệ hạ, lính canh của ngài cao 7 feet. Nhưng khi chúng ta mở đê, nước sâu tới 10 feet!" Bà rất cảnh giác trước một cuộc tấn công của quân Đức, đặc biệt là thời điểm ban đầu. Một phần do ảnh hưởng chính trị của mình, Hà Lan vẫn trung lập trong Thế chiến thứ nhất. Tuy nhiên, Đồng minh đã đưa Hà Lan vào danh sách phong tỏa Đức, chặn tất cả các tàu Hà Lan và hạn chế nghiêm ngặt hàng nhập khẩu của Hà Lan để đảm bảo hàng hóa không thể được chuyển sang Đức. Hơn nữa, cuộc Cách mạng Nga của những người Bolshevik năm 1917 đã khiến nữ vương mất gần 20% tài sản tài chính của mình.
Là phụ nữ, Wilhelmina không thể trở thành chỉ huy quân sự tối cao nhưng vẫn tận dụng mọi cơ hội có được để thị sát lực lượng quân sự. Bà nhiều lần xuất hiện mà không báo trước để xem thực tế thay vì một chương trình đã được chuẩn bị sẵn. Bà muốn có một đội quân nhỏ nhưng được huấn luyện và trang bị tốt và rất không hài lòng với hầu hết các chính phủ của bà, vốn luôn mong muốn cắt giảm ngân sách quân sự. Vào tháng 6 năm 1917, Wilhelmina trở về sau chuyến thăm kéo dài 2 ngày tới Zaltbommel trên chuyến tàu trật bánh ở Houten, nhưng không hề hấn gì và giúp chăm sóc những người bị thương.
Tình trạng bất ổn dân sự bao trùm Hà Lan sau chiến tranh, được thúc đẩy bởi sự kết thúc của Đế quốc Nga. Thay vì tiến hành một cuộc cách mạng bạo lực, lãnh đạo Đảng Xã hội Pieter Jelles Troelstra muốn bãi bỏ chính phủ hiện tại và chế độ quân chủ bằng cách giành quyền kiểm soát Nghị viện trong một cuộc bầu cử với sự ủng hộ của giai cấp công nhân. Tuy nhiên, sức ảnh hưởng của Wilhelmina đã giúp khôi phục niềm tin vào chính phủ. Bà đã thể hiện sự ủng hộ bằng cách đi cùng con gái mình xuyên qua đám đông trên một chiếc xe ngựa mui trần. Vào cuối Thế chiến thứ nhất, Hoàng đế Wilhelm II trốn sang Hà Lan, nơi ông được tị nạn chính trị, một phần nhờ vào mối quan hệ gia đình của ông với vương thất Hà Lan. Để đáp lại những nỗ lực của Đồng minh nhằm tiếp cận Hoàng đế bị phế truất, Wilhelmina đã triệu tập các đại sứ của Đồng minh đến gặp bà và giải thích cho họ về quyền tị nạn.

## Thời kỳ giữa chiến tranh

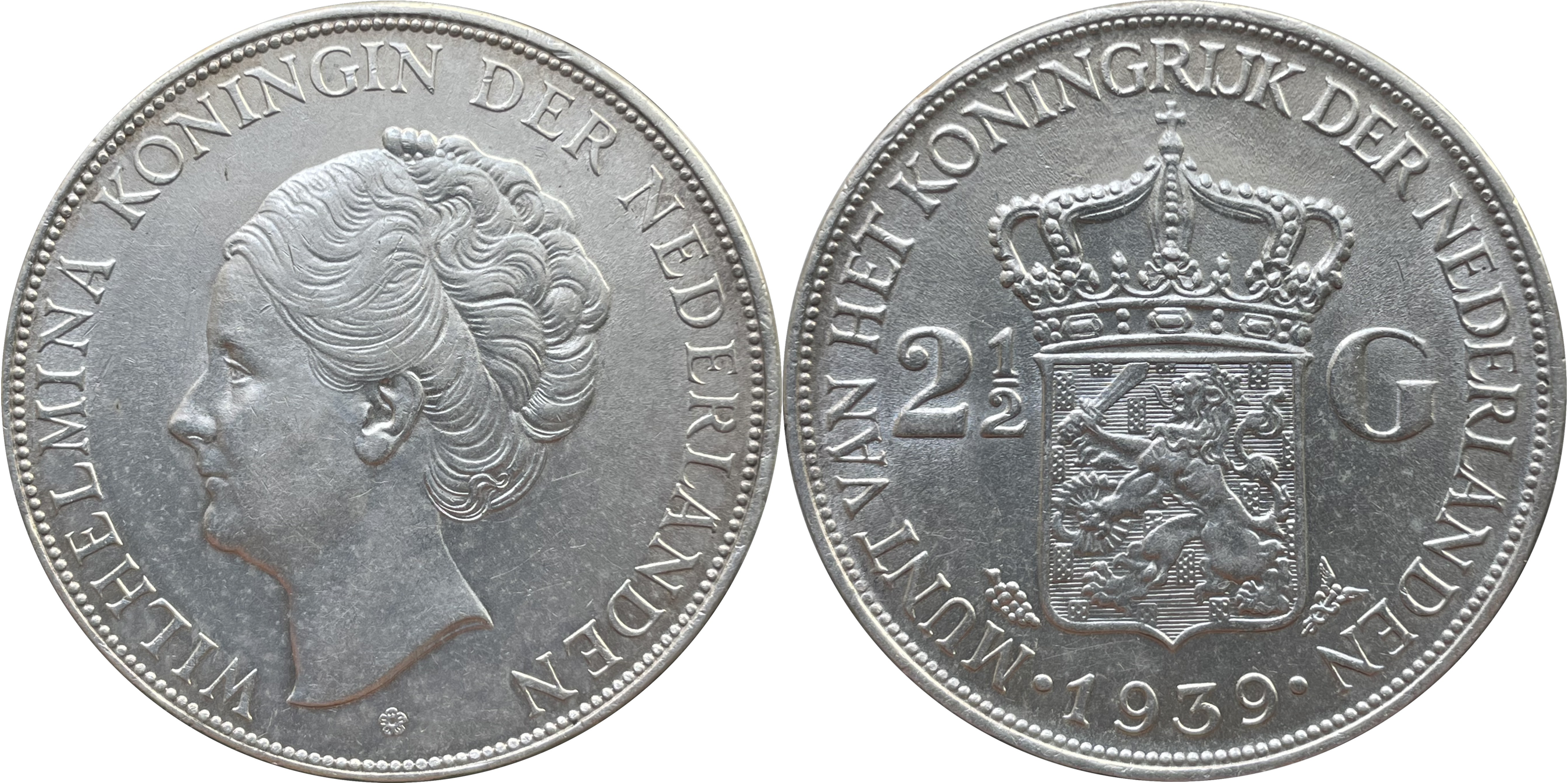
Xu bạc: 2½ Gulden của Hà Lan, với chân dung của Nữ vương Wilhelmina ở mặt trước; xu này được đúc và lưu hành từ năm 1929 đến năm 1940

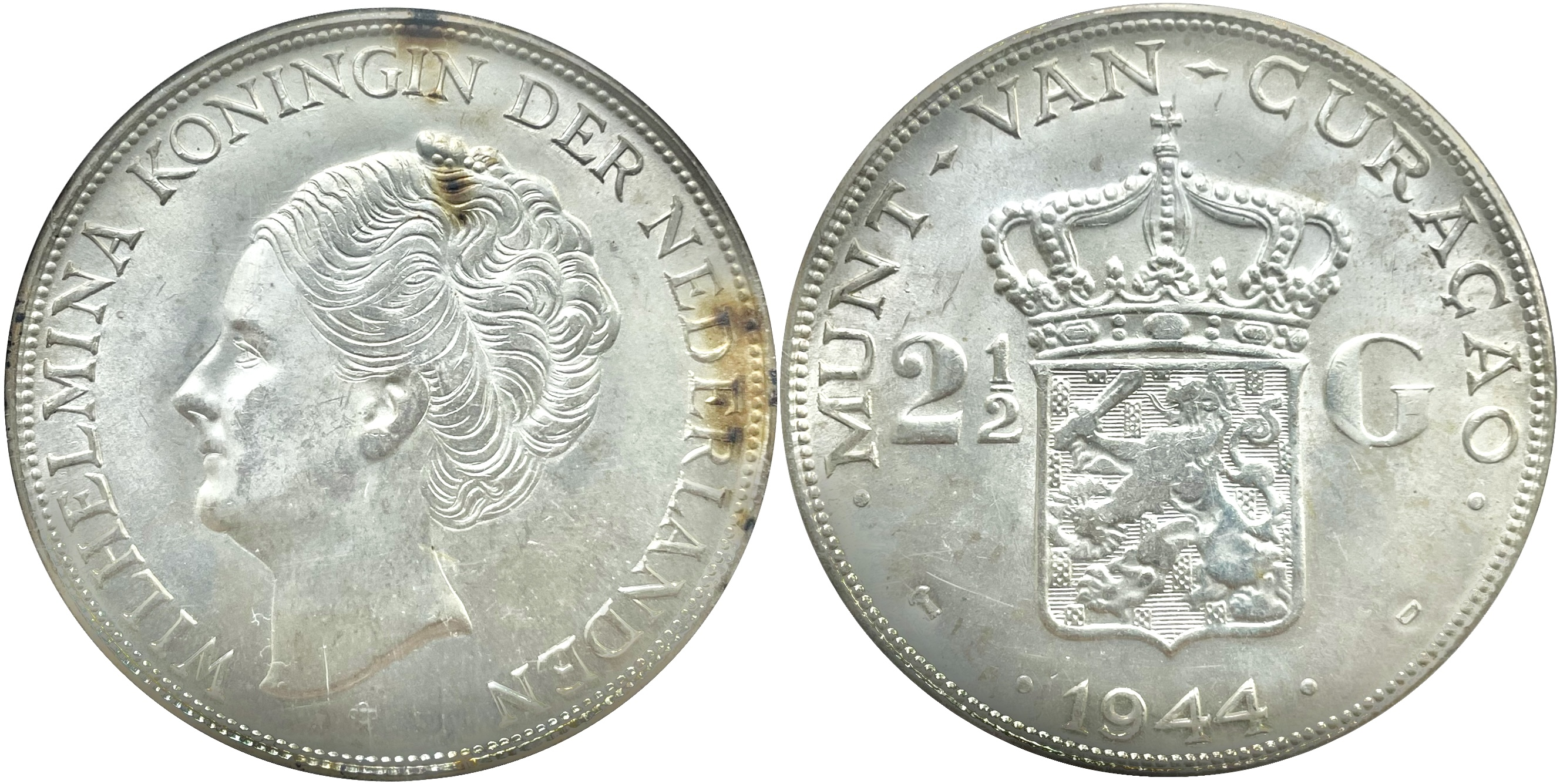
Xu bạc: 2½ Gulden của Curaçao và Vùng phụ thuộc, với chân dung của Nữ vương Wilhelmina ở mặt trước

Wilhelmina có sự hiểu biết sâu sắc về các vấn đề kinh doanh. Bà đã sử dụng tài sản cá nhân được thừa kế từ vương thất để thực hiện một số khoản đầu tư vào Hoa Kỳ, điều này cuối cùng đã đưa bà trở thành người phụ nữ giàu nhất thế giới và là nữ tỷ phú đô la đầu tiên. Trong những năm 1920 và 1930, Hà Lan bắt đầu nổi lên như một cường quốc công nghiệp với sự hỗ trợ từ quỹ của Nữ vương. Các kỹ sư đã khai hoang một lượng lớn đất bị ngập dưới nước bằng cách xây dựng Zuiderzee Works, dự án kỹ thuật thủy lực lớn nhất do Hà Lan thực hiện trong thế kỷ XX. Mục đích chính của nó là cải thiện khả năng chống lũ lụt và mở rộng đất canh tác nông nghiệp.
Năm 1939, chính phủ đề xuất một trại tị nạn gần thành phố Apeldoorn dành cho những người Do Thái Đức chạy trốn chế độ Đức Quốc xã. Tuy nhiên, Wilhelmina đã can thiệp vì cảm thấy địa điểm dự định "quá gần" với nơi ở mùa hè của gia đình hoàng gia. Quả thực nếu có gián điệp trong số những kẻ chạy trốn, họ sẽ có thể đi bộ đến Cung điện Het Loo. Sau nhiều cuộc thảo luận dài, khu trại cuối cùng đã được dựng lên cách làng Westerbork khoảng 10 km.
Ngoài các vấn đề kinh tế và an ninh, Nữ vương Wilhelmina đã sử dụng phần lớn thời gian của những năm 1930 để tìm một người chồng phù hợp cho Vương nữ Juliana. Đây là một nhiệm vụ khó khăn vì bà rất sùng đạo và khăng khăng rằng chồng của con gái bà sẽ là một người theo đạo Tin Lành, xuất thân từ một hoàng gia châu Âu. Nhiều quý tộc vương thất tiềm năng từ Vương quốc Anh và Thụy Điển đã từ chối hoặc bị Juliana từ chối. Cuối cùng, hai mẹ con đã tìm được đối tượng phù hợp là Thân vương người Đức Bernhard xứ Lippe-Biesterfeld. Wilhelmina đã nhờ luật sư soạn thảo một thỏa thuận tiền hôn nhân rất chi tiết, trong đó nêu rõ chính xác những gì con rể tương lai của bà có thể và không thể làm.

## Thế chiến hai

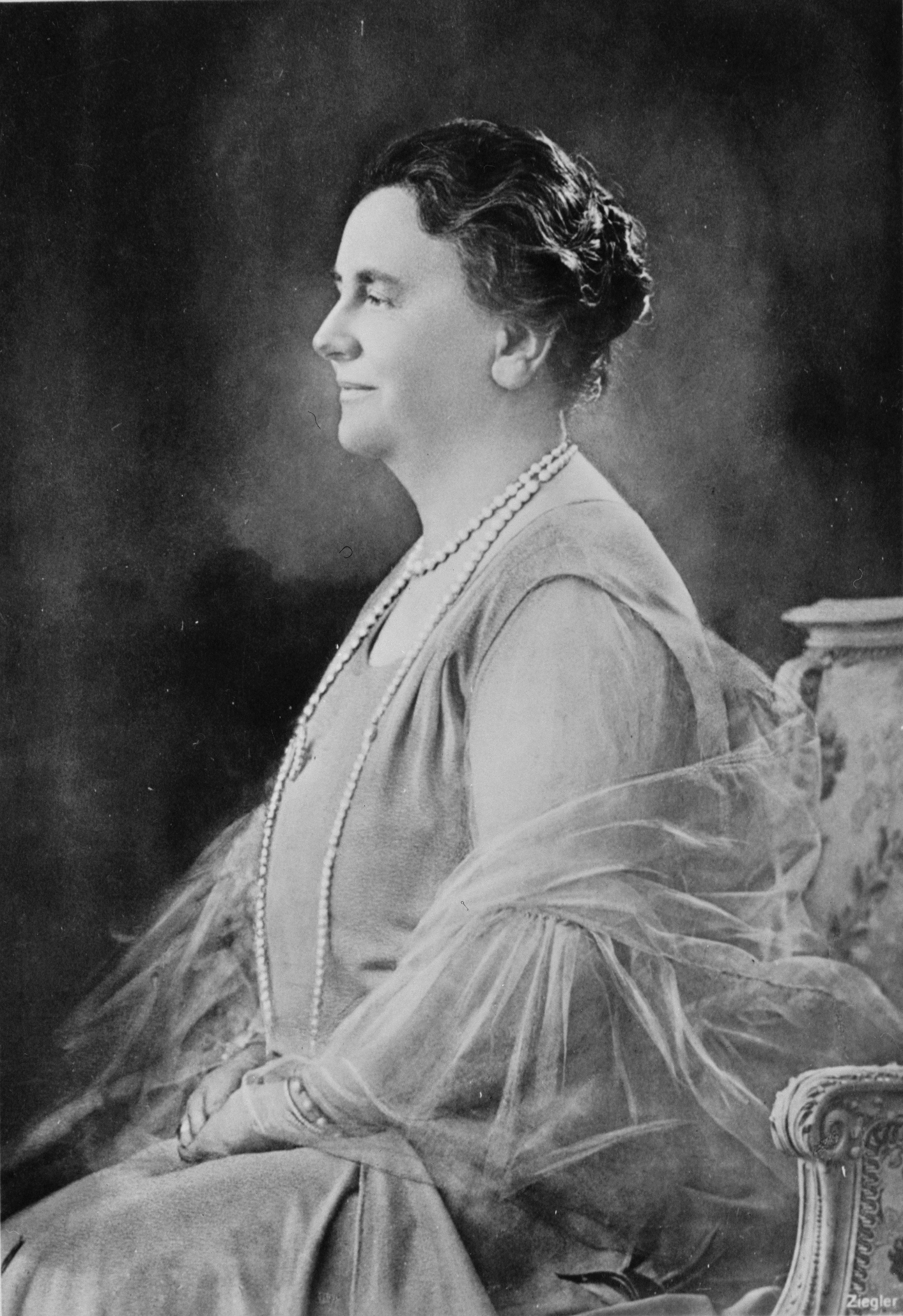
Nữ vương Wilhelmina, năm 1942

Ngày 10 tháng 5 năm 1940, Đức quốc xã tấn công Hà Lan. Bất chấp thái độ thù địch với người Anh, Nữ vương Wilhelmina lúc đó gần 60 tuổi đã cùng gia đình chạy khỏi The Hague và lên tàu HMS Hereward, một tàu khu trục của Anh do Vua George VI phái đến để đưa họ băng qua Biển Bắc. Đã có một cuộc tranh luận đang diễn ra về sự ra đi của gia đình hoàng gia. Một số nói rằng cuộc sơ tán đến Vương quốc Anh đã được lên kế hoạch từ trước, ít nhất là từ cuối năm 1939.] Một số người khác thì cho rằng nữ vương lên tàu khu trục với ý định đi đến tỉnh Zeeland của Hà Lan, nơi vẫn chưa bị xâm chiếm bởi lính Đức. Tuy nhiên, trong suốt cuộc hành trình, rõ ràng là do lực lượng Đức đang tiến công nên Zeeland cũng không an toàn, buộc tàu khu trục phải lên đường tới Vương quốc Anh. Dù thế nào đi nữa, nữ vương đã đến Vương quốc Anh vào ngày 13 tháng 5, dự định quay trở lại Hà Lan càng sớm càng tốt. Các lực lượng vũ trang Hà Lan ở ở trong nước, ngoài lực lượng ở Zeeland, đã đầu hàng vào ngày 15 tháng 5.
Ở Anh, Nữ vương Wilhelmina nắm quyền điều hành Chính phủ Hà Lan lưu vong, thiết lập một chuỗi mệnh lệnh và ngay lập tức truyền đạt một thông điệp tới thần dân của mình. Mối quan hệ giữa chính phủ mới của Hà Lan và nữ vương rất căng thẳng, sự bất hòa lẫn nhau ngày càng tăng khi chiến tranh tiến triển. Bà tiếp tục trở thành nhân vật nổi bật nhất nhờ kinh nghiệm và kiến thức của mình, điều này khiến bà được các nhà lãnh đạo khác trên thế giới tôn trọng và ủng hộ. Mặt khác, chính phủ mới của Hà Lan không có quốc hội ủng hộ họ và có ít nhân viên hỗ trợ họ. Thủ tướng Hà Lan Dirk Jan de Geer tin rằng quân Đồng minh sẽ không giành chiến thắng và có ý định mở cuộc đàm phán với Đức để đạt được một nền hòa bình riêng biệt. Vì vậy, Wilhelmina đã tìm cách loại bỏ De Geer khỏi nội các. Với sự giúp đỡ của bộ trưởng Pieter Sjoerds Gerbrandy, bà đã thành công trong hành động này.
Trong chiến tranh, Nữ vương Wilhelmina là dấu hiệu phản kháng quân Đức. Giống như Winston Churchill, Wilhelmina phát đi thông điệp tới người dân Hà Lan qua Đài phát thanh Oranje. Bà gọi Adolf Hitler là "kẻ thù không đội trời chung của nhân loại". Những buổi phát thanh đêm khuya của bà được người dân háo hức chờ đợi, họ phải trốn quân Đức để nghe trái phép. Một giai thoại được đăng trên tờ New York Times đã minh họa cách bà được thần dân đánh giá cao trong thời kỳ này:
Mặc dù việc tổ chức lễ kỷ niệm sinh nhật của Nữ vương bị người Đức cấm nhưng nó vẫn được kỷ niệm. Khi những người đi nhà thờ ở thị trấn đánh cá nhỏ Huizen đứng dậy và hát một câu trong bài quốc ca Hà Lan, Wilhelmus van Nassauwe, vào ngày sinh nhật của Nữ vương, thị trấn đã phải nộp phạt 60.000 guilder.

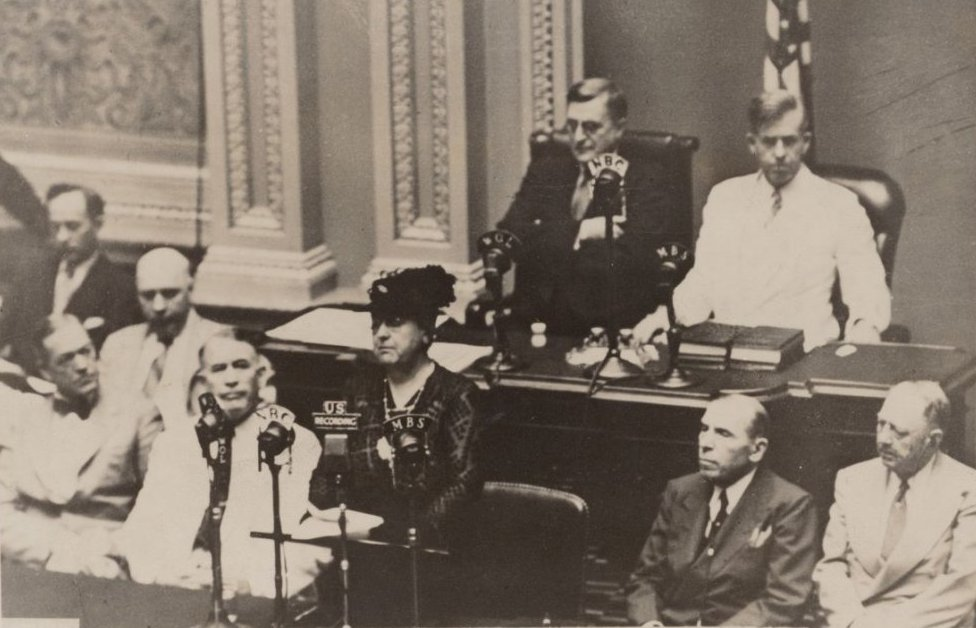
Nữ vương Wilhelmina phát biểu trước Quốc hội Mỹ, 1942

Nữ vương Wilhelmina đến thăm Hoa Kỳ từ ngày 24 tháng 6 đến ngày 11 tháng 8 năm 1942 với tư cách khách mời của chính phủ Hoa Kỳ. Bà đi nghỉ ở Lee, Massachusetts và thăm Thành phố New York, Boston và Albany, New York. Tại thành phố, bà đã tham dự lễ kỷ niệm 300 năm thành lập Nhà thờ đầu tiên ở Albany, do những người định cư Hà Lan thành lập vào thế kỷ XVII. Bà phát biểu trước Quốc hội Hoa Kỳ vào ngày 5 tháng 8 năm 1942 và là nữ vương đầu tiên làm như vậy. Ngay sau đó, Wilhelmina đến Canada vào năm 1943 để tham dự lễ rửa tội cho cháu gái mới sinh là Vương tôn nữ Margriet vào ngày 29 tháng 6 năm 1943 tại Ottawa và ở với gia đình một thời gian trước khi trở về Vương quốc Anh.
Trong Chiến dịch Steinbock, Nữ vương Wilhelmina suýt bị giết bởi một quả bom cướp đi sinh mạng của một số lính canh của bà và làm hư hại nghiêm trọng dinh thự của bà gần Nam Mimms ở Anh. Năm 1944, Wilhelmina trở thành người phụ nữ đầu tiên kể từ thế kỷ XV, ngoài nữ hoàng của Vương quốc Anh, được trao Huân chương Garter. Churchill mô tả bà là "the only real man among the governments-in-exile"  ở London.:146:193
Ở Anh, Nữ vương Wilhelmina đã phát triển các ý tưởng về đời sống chính trị và xã hội mới cho người Hà Lan sau giải phóng, mong muốn tạo ra một nội các vững mạnh do những người hoạt động kháng chiến thành lập. Bà cách chức De Geer và bổ nhiệm một thủ tướng mới với sự chấp thuận của các chính trị gia Hà Lan khác. Khi Hà Lan được giải phóng vào năm 1945, nữ vương thất vọng khi thấy các phe phái chính trị lên nắm quyền như trước chiến tranh. Vào giữa tháng 3 năm 1945, bà đi đến các vùng giải phóng ở miền nam Hà Lan, thăm vùng Walcheren và thành phố Eindhoven, nơi bà nhận được sự chào đón nồng nhiệt từ người dân địa phương. Vào ngày 2 tháng 5 năm 1945, bà đến ở tại một điền trang nhỏ ở nông thôn tên là Anneville, nằm ngay phía nam Breda cùng với Vương nữ Juliana và phụ tá Peter Tazelaar, Erik Hazelhoff Roelfzema và Engelandvaarder Rie Stokvis. Anneville là nơi diễn ra một số đám rước nơi cư dân Breda và các cộng đồng xung quanh đến chào đón Nữ vương của họ. Bà ấy ở đó hơn 6 tuần một chút.
Ngay sau chiến tranh, Nữ vương Wilhelmina muốn trao giải thưởng cho Lữ đoàn nhảy dù Ba Lan vì hành động của họ trong Chiến dịch Market Garden và đã viết thư yêu cầu chính phủ. Ngoại trưởng Eelco van Kleffens, phản đối ý tưởng này vì ông cho rằng giải thưởng dành cho người Ba Lan sẽ làm đảo lộn mối quan hệ với Bộ ba cường quốc và gây tổn hại đến lợi ích quốc gia. Cuối cùng, Lữ đoàn Nhảy dù Ba Lan đã được trao tặng Huân chương Quân công Willem vào ngày 31 tháng 5 năm 2006, 61 năm sau Chiến dịch Market Garden.

## Những năm cuối đời và tạ thế

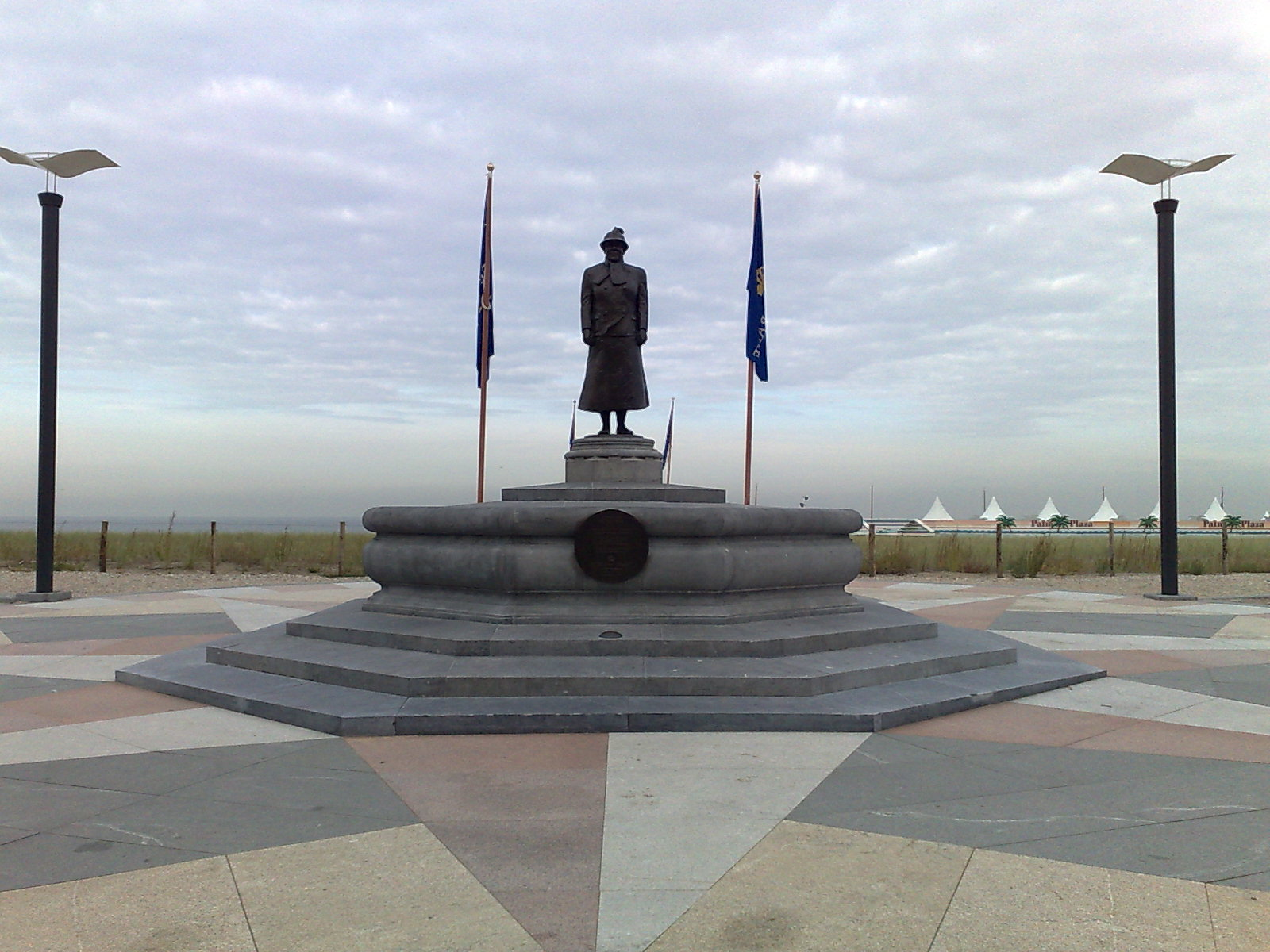
Tượng Nữ vương Wilhelmina ở Noordwijk

Sau khi Thế chiến thứ hai kết thúc, Nữ vương Wilhelmina quyết định không quay trở lại cung điện của mình mà chuyển đến một biệt thự ở The Hague, nơi bà sống trong 8 tháng. Nữ vương đi khắp vùng nông thôn để động viên mọi người, đôi khi dùng xe đạp thay vì ô tô. Tuy nhiên, vào năm 1947, trong khi đất nước vẫn đang trong quá trình phục hồi sau chiến tranh, cuộc nổi dậy theo chủ nghĩa dân tộc ở vùng Đông Ấn Hà Lan (Indonesia hiện nay) giàu dầu mỏ đã chứng kiến sự giới tinh hoa kinh tế Hà Lan chỉ trích nữ vương.
Cùng lúc đó, sức khỏe của Nữ vương Wilhelmina bắt đầu suy yếu, buộc bà phải tạm thời nhường lại nghĩa vụ quân chủ cho Vương nữ Juliana vào cuối năm 1947 (14 tháng 10 - 1 tháng 12). Bà đã tính đến chuyện thoái vị nhưng Vương nữ Juliana khuyên mẹ của mình ở lại ngai vàng vì sự ổn định của đất nước. Wilhelmina từng có ý định làm như vậy, nhưng sự kiệt sức đã buộc bà phải từ bỏ nhiệm vụ quân chủ cho Juliana một lần nữa vào ngày 12 tháng 5 năm 1948, khiến vương nữ phải giải quyết các cuộc bầu cử sớm do việc giải quyết các vấn đề của Đông Ấn Hà Lan.
Thất vọng trước việc quay trở lại chính trường trước chiến tranh và việc Indonesia sắp mất, Wilhelmina thoái vị vào ngày 4 tháng 9 năm 1948 sau 57 năm 286 ngày trị vì do tuổi cao và bệnh tật. Bà đã truyền lại vương miện cho Juliana và do đó được phong là "Her Royal Highness Princess Wilhelmina of the Netherlands". Kể từ đó, ảnh hưởng của chế độ quân chủ Hà Lan tiếp tục suy giảm nhưng tình yêu của đất nước dành cho hoàng gia vẫn tiếp tục.
Không còn là nữ vương, Wilhelmina lui về Cung điện Het Loo, ít xuất hiện trước công chúng cho đến khi đất nước bị tàn phá bởi trận lũ lụt Biển Bắc năm 1953. Một lần nữa, bà đi khắp đất nước để động viên thần dân Hà Lan của mình. Trong những năm cuối đời, bà đã viết cuốn tự truyện của mình, có tựa đề Eenzaam, maar niet alleen (Cô đơn nhưng không đơn độc), trong đó bà kể lại những sự kiện trong cuộc đời mình và bộc lộ những cảm xúc tôn giáo mạnh mẽ của mình.
Wilhelmina tạ thế vì ngưng tim tại Cung điện Het Loo ở tuổi 82 vào ngày 28 tháng 11 năm 1962. Bà được chôn cất trong hầm mộ của gia đình hoàng gia Hà Lan ở Nieuwe Kerk (Delft), vào ngày 8 tháng 12. Theo yêu cầu của bà và trái với nghi thức, tang lễ hoàn toàn trang trí màu trắng để thể hiện niềm tin của bà rằng cái chết trần thế là khởi đầu của cuộc sống vĩnh cửu. Theo luật Salic của Đức, Nhà Orange-Nassau-Dietz đã tuyệt tự sau cái chết của bà, nhưng quy tắc này không được luật kế vị của hoàng gia Hà Lan công nhận.
Ngoài việc là hậu duệ của quân chủ nam cuối cùng của Nhà Orange-Nassau, bà còn là chắt cuối cùng của Hoàng đế Pavel I của Nga.

## Văn hóa đại chúng
- Nữ vương Wilhelmina xuất hiện với tư cách là người lãnh đạo trong Civilization VI[25] và là lãnh đạo của Hà Lan trong Hearts of Iron IV nếu con đường Quân chủ được chọn.[26]
- Bà được Andrea Domburg thủ vai trong bộ phim Soldier xứ Orange năm 1977 của Paul Verhoeven.[27]

## Địa danh được đặt tên

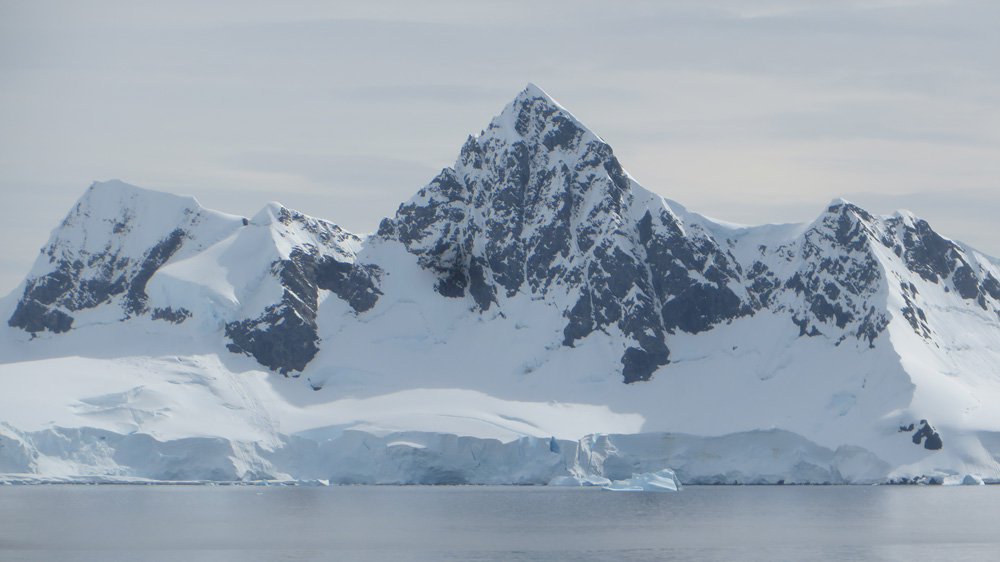
Vịnh Wilhelmina, bán đảo Nam Cực

- Công viên Tiểu bang Nữ vương Wilhelmina ở Arkansas và Vịnh Wilhelmina ở Nam Cực được đặt theo tên của Nữ vương Wilhelmina.
- Năm 1892, công ty Fortuin kỷ niệm 50 năm thành lập bằng việc sản xuất kẹo bạc hà có hình Công chúa Wilhelmina năm 12 tuổi và vẫn tiếp tục sản xuất kể từ đó.[28] Trong số các loại kẹo Hà Lan, loại kẹo bạc hà này đã trở thành "most Dutch of all".[29]

## Gia phả
| \| \| \| \| \| \| \| \| \| \| \| \| \| \| \| \| \| \| \| \| 16. Willem V xứ Oranje \| \| \| \| \| \| \| \| \| \| \| \| \| \| \| \| \| \| \| \| \| \| \| \| \| \| \| \| \| \| \| \| \| \| \| \| \| \| \| \| \| \| \| \| \| \| \| \| \| \| \| \| \| \| 8. Willem I của Hà Lan \| \| \| \| \| \| \| \| \| \| \| \| \| \| \| \| \| \| \| \| \| \| \| \| \| \| \| \| \| \| \| \| \| \| \| \| \| \| \| \| \| \| \| \| \| \| \| \| \| \| \| \| \| \| 17. Wilhelmine của Phổ \| \| \| \| \| \| \| \| \| \| \| \| \| \| \| \| \| \| \| \| \| \| \| \| \| \| \| \| \| \| \| \| \| \| \| \| \| \| \| \| \| \| \| \| \| \| \| \| \| \| \| \| \| \| 4. Willem II của Hà Lan \| \| \| \| \| \| \| \| \| \| \| \| \| \| \| \| \| \| \| \| \| \| \| \| \| \| \| \| \| \| \| \| \| \| \| \| \| \| \| \| \| \| \| \| \| \| \| \| \| \| \| \| \| \| 18. Friedrich Wilhelm II của Phổ \| \| \| \| \| \| \| \| \| \| \| \| \| \| \| \| \| \| \| \| \| \| \| \| \| \| \| \| \| \| \| \| \| \| \| \| \| \| \| \| \| \| \| \| \| \| \| \| \| \| \| \| \| \| 9. Wilhelmine của Phổ \| \| \| \| \| \| \| \| \| \| \| \| \| \| \| \| \| \| \| \| \| \| \| \| \| \| \| \| \| \| \| \| \| \| \| \| \| \| \| \| \| \| \| \| \| \| \| \| \| \| \| \| \| \| 19. Friederike Luise xứ Hessen-Darmstadt \| \| \| \| \| \| \| \| \| \| \| \| \| \| \| \| \| \| \| \| \| \| \| \| \| \| \| \| \| \| \| \| \| \| \| \| \| \| \| \| \| \| \| \| \| \| \| \| \| \| \| \| \| \| 2. Willem III của Hà Lan \| \| \| \| \| \| \| \| \| \| \| \| \| \| \| \| \| \| \| \| \| \| \| \| \| \| \| \| \| \| \| \| \| \| \| \| \| \| \| \| \| \| \| \| \| \| \| \| \| \| \| \| \| \| 20. Yekaterina II của Nga \| \| \| \| \| \| \| \| \| \| \| \| \| \| \| \| \| \| \| \| \| \| \| \| \| \| \| \| \| \| \| \| \| \| \| \| \| \| \| \| \| \| \| \| \| \| \| \| \| \| \| \| \| \| 10. Pavel I của Nga \| \| \| \| \| \| \| \| \| \| \| \| \| \| \| \| \| \| \| \| \| \| \| \| \| \| \| \| \| \| \| \| \| \| \| \| \| \| \| \| \| \| \| \| \| \| \| \| \| \| \| \| \| \| 21. Pyotr III của Nga \| \| \| \| \| \| \| \| \| \| \| \| \| \| \| \| \| \| \| \| \| \| \| \| \| \| \| \| \| \| \| \| \| \| \| \| \| \| \| \| \| \| \| \| \| \| \| \| \| \| \| \| \| \| 5. Anna Pavlovna của Nga \| \| \| \| \| \| \| \| \| \| \| \| \| \| \| \| \| \| \| \| \| \| \| \| \| \| \| \| \| \| \| \| \| \| \| \| \| \| \| \| \| \| \| \| \| \| \| \| \| \| \| \| \| \| 22. Friedrich Eugen xứ Württemberg \| \| \| \| \| \| \| \| \| \| \| \| \| \| \| \| \| \| \| \| \| \| \| \| \| \| \| \| \| \| \| \| \| \| \| \| \| \| \| \| \| \| \| \| \| \| \| \| \| \| \| \| \| \| 11. Sophie Dorothee xứ Württemberg \| \| \| \| \| \| \| \| \| \| \| \| \| \| \| \| \| \| \| \| \| \| \| \| \| \| \| \| \| \| \| \| \| \| \| \| \| \| \| \| \| \| \| \| \| \| \| \| \| \| \| \| \| \| 23. Friederike Dorothea Sophia xứ Brandenburg-Schwedt \| \| \| \| \| \| \| \| \| \| \| \| \| \| \| \| \| \| \| \| \| \| \| \| \| \| \| \| \| \| \| \| \| \| \| \| \| \| \| \| \| \| \| \| \| \| \| \| \| \| \| \| \| \| 1. Wilhelmina của Hà Lan \| \| \| \| \| \| \| \| \| \| \| \| \| \| \| \| \| \| \| \| \| \| \| \| \| \| \| \| \| \| \| \| \| \| \| \| \| \| \| \| \| \| \| \| \| \| \| \| \| \| \| \| \| \| 24. Georg I xứ Waldeck và Pyrmont \| \| \| \| \| \| \| \| \| \| \| \| \| \| \| \| \| \| \| \| \| \| \| \| \| \| \| \| \| \| \| \| \| \| \| \| \| \| \| \| \| \| \| \| \| \| \| \| \| \| \| \| \| \| 12. Georg II xứ Waldeck và Pyrmont \| \| \| \| \| \| \| \| \| \| \| \| \| \| \| \| \| \| \| \| \| \| \| \| \| \| \| \| \| \| \| \| \| \| \| \| \| \| \| \| \| \| \| \| \| \| \| \| \| \| \| \| \| \| 25. Auguste xứ Schwarzburg-Sondershausen \| \| \| \| \| \| \| \| \| \| \| \| \| \| \| \| \| \| \| \| \| \| \| \| \| \| \| \| \| \| \| \| \| \| \| \| \| \| \| \| \| \| \| \| \| \| \| \| \| \| \| \| \| \| 6. Georg Viktor I xứ Waldeck và Pyrmont \| \| \| \| \| \| \| \| \| \| \| \| \| \| \| \| \| \| \| \| \| \| \| \| \| \| \| \| \| \| \| \| \| \| \| \| \| \| \| \| \| \| \| \| \| \| \| \| \| \| \| \| \| \| 26. Viktor II xứ Anhalt-Bernburg-Schaumburg-Hoym \| \| \| \| \| \| \| \| \| \| \| \| \| \| \| \| \| \| \| \| \| \| \| \| \| \| \| \| \| \| \| \| \| \| \| \| \| \| \| \| \| \| \| \| \| \| \| \| \| \| \| \| \| \| 13. Emma xứ Anhalt-Bernburg-Schaumburg-Hoym \| \| \| \| \| \| \| \| \| \| \| \| \| \| \| \| \| \| \| \| \| \| \| \| \| \| \| \| \| \| \| \| \| \| \| \| \| \| \| \| \| \| \| \| \| \| \| \| \| \| \| \| \| \| 27. Amalie xứ Nassau-Weilburg \| \| \| \| \| \| \| \| \| \| \| \| \| \| \| \| \| \| \| \| \| \| \| \| \| \| \| \| \| \| \| \| \| \| \| \| \| \| \| \| \| \| \| \| \| \| \| \| \| \| \| \| \| \| 3. Emma xứ Waldeck và Pyrmont \| \| \| \| \| \| \| \| \| \| \| \| \| \| \| \| \| \| \| \| \| \| \| \| \| \| \| \| \| \| \| \| \| \| \| \| \| \| \| \| \| \| \| \| \| \| \| \| \| \| \| \| \| \| 28. Friedrich Wilhelm I xứ Nassau-Weilburg \| \| \| \| \| \| \| \| \| \| \| \| \| \| \| \| \| \| \| \| \| \| \| \| \| \| \| \| \| \| \| \| \| \| \| \| \| \| \| \| \| \| \| \| \| \| \| \| \| \| \| \| \| \| 14. Wilhelm I xứ Nassau \| \| \| \| \| \| \| \| \| \| \| \| \| \| \| \| \| \| \| \| \| \| \| \| \| \| \| \| \| \| \| \| \| \| \| \| \| \| \| \| \| \| \| \| \| \| \| \| \| \| \| \| \| \| 29. Louise Isabella xứ Kirchberg \| \| \| \| \| \| \| \| \| \| \| \| \| \| \| \| \| \| \| \| \| \| \| \| \| \| \| \| \| \| \| \| \| \| \| \| \| \| \| \| \| \| \| \| \| \| \| \| \| \| \| \| \| \| 7. Helena xứ Nassau \| \| \| \| \| \| \| \| \| \| \| \| \| \| \| \| \| \| \| \| \| \| \| \| \| \| \| \| \| \| \| \| \| \| \| \| \| \| \| \| \| \| \| \| \| \| \| \| \| \| \| \| \| \| 30. Paul của Württemberg \| \| \| \| \| \| \| \| \| \| \| \| \| \| \| \| \| \| \| \| \| \| \| \| \| \| \| \| \| \| \| \| \| \| \| \| \| \| \| \| \| \| \| \| \| \| \| \| \| \| \| \| \| \| 15. Pauline Friederike của Württemberg \| \| \| \| \| \| \| \| \| \| \| \| \| \| \| \| \| \| \| \| \| \| \| \| \| \| \| \| \| \| \| \| \| \| \| \| \| \| \| \| \| \| \| \| \| \| \| \| \| \| \| \| \| \| 31. Charlotte xứ Sachsen-Hildburghausen \| \| \| \| \| \| \| \| \| \| \| \| \| \| \| \| \| \| \| \| \| \| \| \| \| \| \| \| \| \| \| \| \| \| \| \| \| \| \| \| \| \| \| \| \| \| \| \| \| \| \| \| |                                                       |  |  |  |  |  |  |  |  |  |  |  |  |  |  |  |
| |                                                       |  |  |  |  |  |  |  |  |  |  |  |  |  |  |  |
| | 16. Willem V xứ Oranje                                |  |  |  |  |  |  |  |  |  |  |  |  |  |  |  |
| |                                                       |  |  |  |  |  |  |  |  |  |  |  |  |  |  |  |
| |                                                       |  |  |  |  |  |  |  |  |  |  |  |  |  |  |  |
| | 8. Willem I của Hà Lan                                |  |  |  |  |  |  |  |  |  |  |  |  |  |  |  |
| |                                                       |  |  |  |  |  |  |  |  |  |  |  |  |  |  |  |
| |                                                       |  |  |  |  |  |  |  |  |  |  |  |  |  |  |  |
| | 17. Wilhelmine của Phổ                                |  |  |  |  |  |  |  |  |  |  |  |  |  |  |  |
| |                                                       |  |  |  |  |  |  |  |  |  |  |  |  |  |  |  |
| |                                                       |  |  |  |  |  |  |  |  |  |  |  |  |  |  |  |
| | 4. Willem II của Hà Lan                               |  |  |  |  |  |  |  |  |  |  |  |  |  |  |  |
| |                                                       |  |  |  |  |  |  |  |  |  |  |  |  |  |  |  |
| |                                                       |  |  |  |  |  |  |  |  |  |  |  |  |  |  |  |
| | 18. Friedrich Wilhelm II của Phổ                      |  |  |  |  |  |  |  |  |  |  |  |  |  |  |  |
| |                                                       |  |  |  |  |  |  |  |  |  |  |  |  |  |  |  |
| |                                                       |  |  |  |  |  |  |  |  |  |  |  |  |  |  |  |
| | 9. Wilhelmine của Phổ                                 |  |  |  |  |  |  |  |  |  |  |  |  |  |  |  |
| |                                                       |  |  |  |  |  |  |  |  |  |  |  |  |  |  |  |
| |                                                       |  |  |  |  |  |  |  |  |  |  |  |  |  |  |  |
| | 19. Friederike Luise xứ Hessen-Darmstadt              |  |  |  |  |  |  |  |  |  |  |  |  |  |  |  |
| |                                                       |  |  |  |  |  |  |  |  |  |  |  |  |  |  |  |
| |                                                       |  |  |  |  |  |  |  |  |  |  |  |  |  |  |  |
| | 2. Willem III của Hà Lan                              |  |  |  |  |  |  |  |  |  |  |  |  |  |  |  |
| |                                                       |  |  |  |  |  |  |  |  |  |  |  |  |  |  |  |
| |                                                       |  |  |  |  |  |  |  |  |  |  |  |  |  |  |  |
| | 20. Yekaterina II của Nga                             |  |  |  |  |  |  |  |  |  |  |  |  |  |  |  |
| |                                                       |  |  |  |  |  |  |  |  |  |  |  |  |  |  |  |
| |                                                       |  |  |  |  |  |  |  |  |  |  |  |  |  |  |  |
| | 10. Pavel I của Nga                                   |  |  |  |  |  |  |  |  |  |  |  |  |  |  |  |
| |                                                       |  |  |  |  |  |  |  |  |  |  |  |  |  |  |  |
| |                                                       |  |  |  |  |  |  |  |  |  |  |  |  |  |  |  |
| | 21. Pyotr III của Nga                                 |  |  |  |  |  |  |  |  |  |  |  |  |  |  |  |
| |                                                       |  |  |  |  |  |  |  |  |  |  |  |  |  |  |  |
| |                                                       |  |  |  |  |  |  |  |  |  |  |  |  |  |  |  |
| | 5. Anna Pavlovna của Nga                              |  |  |  |  |  |  |  |  |  |  |  |  |  |  |  |
| |                                                       |  |  |  |  |  |  |  |  |  |  |  |  |  |  |  |
| |                                                       |  |  |  |  |  |  |  |  |  |  |  |  |  |  |  |
| | 22. Friedrich Eugen xứ Württemberg                    |  |  |  |  |  |  |  |  |  |  |  |  |  |  |  |
| |                                                       |  |  |  |  |  |  |  |  |  |  |  |  |  |  |  |
| |                                                       |  |  |  |  |  |  |  |  |  |  |  |  |  |  |  |
| | 11. Sophie Dorothee xứ Württemberg                    |  |  |  |  |  |  |  |  |  |  |  |  |  |  |  |
| |                                                       |  |  |  |  |  |  |  |  |  |  |  |  |  |  |  |
| |                                                       |  |  |  |  |  |  |  |  |  |  |  |  |  |  |  |
| | 23. Friederike Dorothea Sophia xứ Brandenburg-Schwedt |  |  |  |  |  |  |  |  |  |  |  |  |  |  |  |
| |                                                       |  |  |  |  |  |  |  |  |  |  |  |  |  |  |  |
| |                                                       |  |  |  |  |  |  |  |  |  |  |  |  |  |  |  |
| | 1. Wilhelmina của Hà Lan                              |  |  |  |  |  |  |  |  |  |  |  |  |  |  |  |
| |                                                       |  |  |  |  |  |  |  |  |  |  |  |  |  |  |  |
| |                                                       |  |  |  |  |  |  |  |  |  |  |  |  |  |  |  |
| | 24. Georg I xứ Waldeck và Pyrmont                     |  |  |  |  |  |  |  |  |  |  |  |  |  |  |  |
| |                                                       |  |  |  |  |  |  |  |  |  |  |  |  |  |  |  |
| |                                                       |  |  |  |  |  |  |  |  |  |  |  |  |  |  |  |
| | 12. Georg II xứ Waldeck và Pyrmont                    |  |  |  |  |  |  |  |  |  |  |  |  |  |  |  |
| |                                                       |  |  |  |  |  |  |  |  |  |  |  |  |  |  |  |
| |                                                       |  |  |  |  |  |  |  |  |  |  |  |  |  |  |  |
| | 25. Auguste xứ Schwarzburg-Sondershausen              |  |  |  |  |  |  |  |  |  |  |  |  |  |  |  |
| |                                                       |  |  |  |  |  |  |  |  |  |  |  |  |  |  |  |
| |                                                       |  |  |  |  |  |  |  |  |  |  |  |  |  |  |  |
| | 6. Georg Viktor I xứ Waldeck và Pyrmont               |  |  |  |  |  |  |  |  |  |  |  |  |  |  |  |
| |                                                       |  |  |  |  |  |  |  |  |  |  |  |  |  |  |  |
| |                                                       |  |  |  |  |  |  |  |  |  |  |  |  |  |  |  |
| | 26. Viktor II xứ Anhalt-Bernburg-Schaumburg-Hoym      |  |  |  |  |  |  |  |  |  |  |  |  |  |  |  |
| |                                                       |  |  |  |  |  |  |  |  |  |  |  |  |  |  |  |
| |                                                       |  |  |  |  |  |  |  |  |  |  |  |  |  |  |  |
| | 13. Emma xứ Anhalt-Bernburg-Schaumburg-Hoym           |  |  |  |  |  |  |  |  |  |  |  |  |  |  |  |
| |                                                       |  |  |  |  |  |  |  |  |  |  |  |  |  |  |  |
| |                                                       |  |  |  |  |  |  |  |  |  |  |  |  |  |  |  |
| | 27. Amalie xứ Nassau-Weilburg                         |  |  |  |  |  |  |  |  |  |  |  |  |  |  |  |
| |                                                       |  |  |  |  |  |  |  |  |  |  |  |  |  |  |  |
| |                                                       |  |  |  |  |  |  |  |  |  |  |  |  |  |  |  |
| | 3. Emma xứ Waldeck và Pyrmont                         |  |  |  |  |  |  |  |  |  |  |  |  |  |  |  |
| |                                                       |  |  |  |  |  |  |  |  |  |  |  |  |  |  |  |
| |                                                       |  |  |  |  |  |  |  |  |  |  |  |  |  |  |  |
| | 28. Friedrich Wilhelm I xứ Nassau-Weilburg            |  |  |  |  |  |  |  |  |  |  |  |  |  |  |  |
| |                                                       |  |  |  |  |  |  |  |  |  |  |  |  |  |  |  |
| |                                                       |  |  |  |  |  |  |  |  |  |  |  |  |  |  |  |
| | 14. Wilhelm I xứ Nassau                               |  |  |  |  |  |  |  |  |  |  |  |  |  |  |  |
| |                                                       |  |  |  |  |  |  |  |  |  |  |  |  |  |  |  |
| |                                                       |  |  |  |  |  |  |  |  |  |  |  |  |  |  |  |
| | 29. Louise Isabella xứ Kirchberg                      |  |  |  |  |  |  |  |  |  |  |  |  |  |  |  |
| |                                                       |  |  |  |  |  |  |  |  |  |  |  |  |  |  |  |
| |                                                       |  |  |  |  |  |  |  |  |  |  |  |  |  |  |  |
| | 7. Helena xứ Nassau                                   |  |  |  |  |  |  |  |  |  |  |  |  |  |  |  |
| |                                                       |  |  |  |  |  |  |  |  |  |  |  |  |  |  |  |
| |                                                       |  |  |  |  |  |  |  |  |  |  |  |  |  |  |  |
| | 30. Paul của Württemberg                              |  |  |  |  |  |  |  |  |  |  |  |  |  |  |  |
| |                                                       |  |  |  |  |  |  |  |  |  |  |  |  |  |  |  |
| |                                                       |  |  |  |  |  |  |  |  |  |  |  |  |  |  |  |
| | 15. Pauline Friederike của Württemberg                |  |  |  |  |  |  |  |  |  |  |  |  |  |  |  |
| |                                                       |  |  |  |  |  |  |  |  |  |  |  |  |  |  |  |
| |                                                       |  |  |  |  |  |  |  |  |  |  |  |  |  |  |  |
| | 31. Charlotte xứ Sachsen-Hildburghausen               |  |  |  |  |  |  |  |  |  |  |  |  |  |  |  |
| |                                                       |  |  |  |  |  |  |  |  |  |  |  |  |  |  |  |
| |                                                       |  |  |  |  |  |  |  |  |  |  |  |  |  |  |  |

Sau khi Wilhelmina nhậm chức vào năm 1890, tạp chí châm biếm Xã hội chủ nghĩa De Roode Duivel ("Quỷ đỏ") đã lan truyền tin đồn rằng Willem III của Hà Lan không phải là cha ruột của cô mà là người bạn tâm giao của Emma, Sebastiaan Mattheus. Điều này sẽ làm suy yếu tính hợp pháp của triều đại của Nữ vương. Mặc dù không có bằng chứng chắc chắn nào cho các cáo buộc và sự nhất trí giữa các nhà sử học là thông tin này hoàn toàn bịa đặt, những tin đồn này vẫn lưu truyền và vẫn xuất hiện trong các thuyết âm mưu lưu hành trong giới cộng hòa. Tác giả của tin đồn, Hạ nghị sĩ và Thượng nghị sĩ sau này Louis Maximiliaan Hermans, đã bị kết án 6 tháng tù vì tội tội khi quân vào năm 1895 vì một bài báo và phim hoạt hình khác trên tờ De Roode Duivel, chế nhạo hai nữ vương.